# Аделина Тачи
Аделина Тачи (алб. Adelina Thaçi; Приштина, 31. мај 1980) албанска је певачица и музички педагог.

## Биографија
Рођена је 31. маја 1980. године у Приштини, у тадашњој Социјалистичкој Федеративној Републици Југославији. Ћерка је Расима Тачија, једног од најпознатијих албанских комичара, и Шукрије Тачи, докторке и бивше певачице.

## Приватни живот
Године 2011. удала се за Бардиља Мету, а у јануару 2012. родила је ћерку. На неко време је напустила музичку каријеру како би се посветила детету.

## Дискографија
Студијски албуми
- (2002)